# 建設用リフト運転士
建設用リフト運転士（けんせつようりふとうんてんし）とは、労働安全衛生法に定める建設用リフトの運転の業務に係る特別教育を修了した者のことである。

## 概要
- 建設用リフトの運転の業務

## 受講資格
- 満18歳以上

## 特別教育
- 特別教育は各事業所（企業等）又は都道府県労働局長登録教習機関において行われる。
- クレーン取扱い業務特別教育規程（昭和47年労働省告示第118号）で規定された履修時間は9時間（以上）となっている。

### 講習科目
- 学科

1. 建設用リフトに関する知識（2時間）
2. 建設用リフトの運転のために必要な電気に関する知識（2時間）
3. 関係法令（1時間）

- 実技

1. 建設用リフトの運転及び点検（3時間）
2. 建設用リフトの運転のための合図（1時間）

## 運転できる建設用リフト
- 積載荷重0.25t以上でガイドレールの高さが10m以上の建設用リフト

積載荷重0.25t未満でガイドレールの高さ10m未満の建設用リフトの操作において資格はいらないが安全衛生上は取得しておいたほうが好ましい。